# Hugh Gough, cuarto vizconde de Gough
Hugh William Gough (22 de febrero de 1892 – 4 de diciembre de 1951) fue un noble inglés. Hijo de Hugh Gough, tercer vizconde de Gough y Lady Georgiana Pakenham; fue educado en el Eton College y en el New College. Teniente coronel al mando del 1° Batallón de guardias irlandeses, sirvió en la Primera Guerra Mundial  y la Segunda Guerra Mundial. 
Se casó el 12 de noviembre de 1935 con Margaretta Elizabeth Maryon-Wilson.